# 1917 w polityce

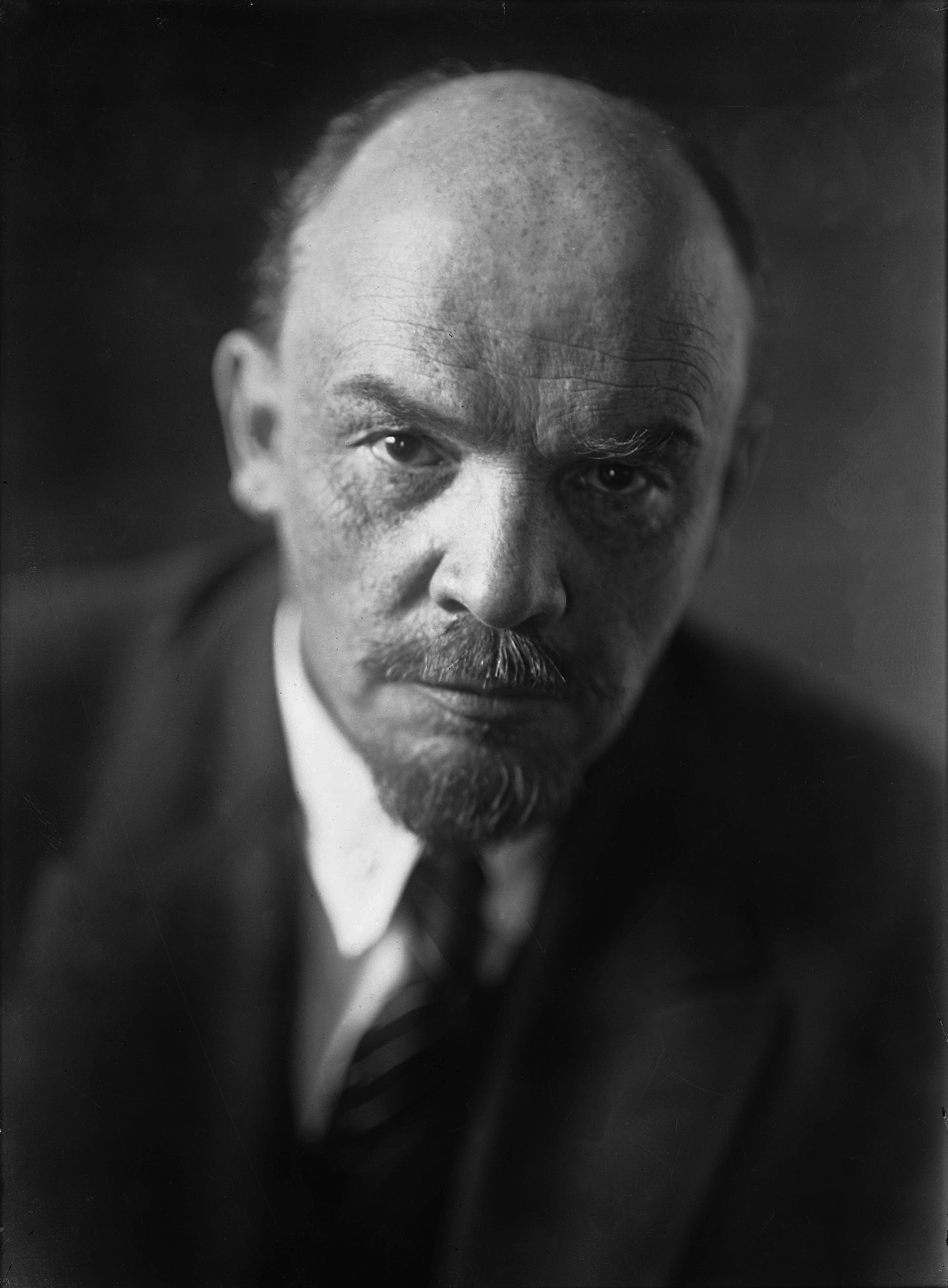
Włodzimierz Lenin

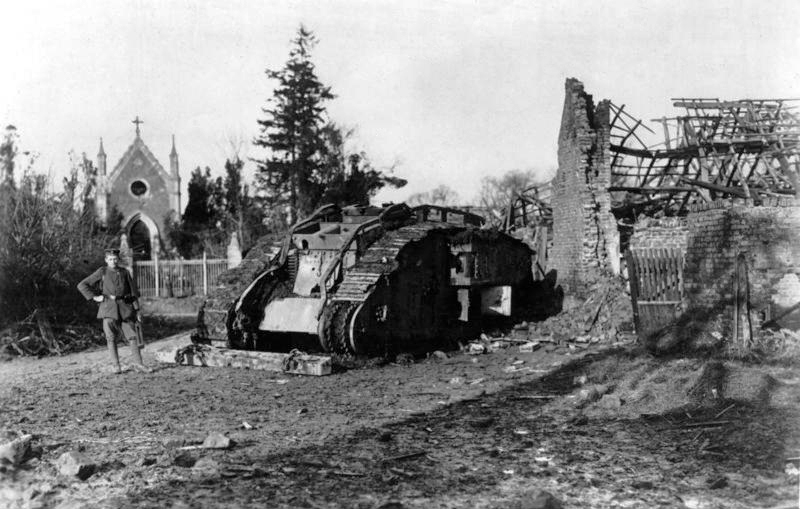
Niemiecki żołnierz obok zdobycznego czołgu brytyjskiego pod Cambrai

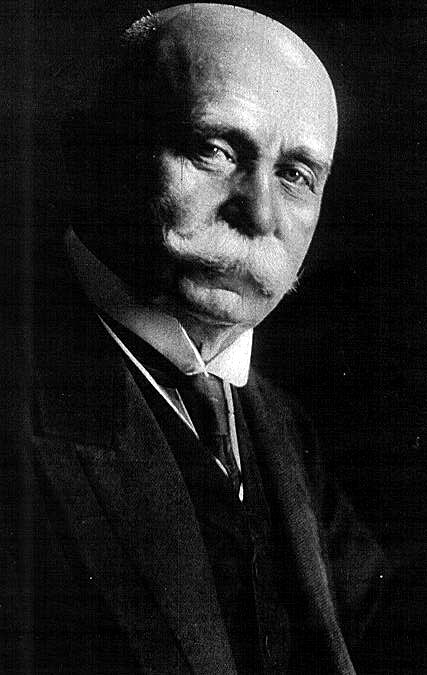
Ferdinand von Zeppelin

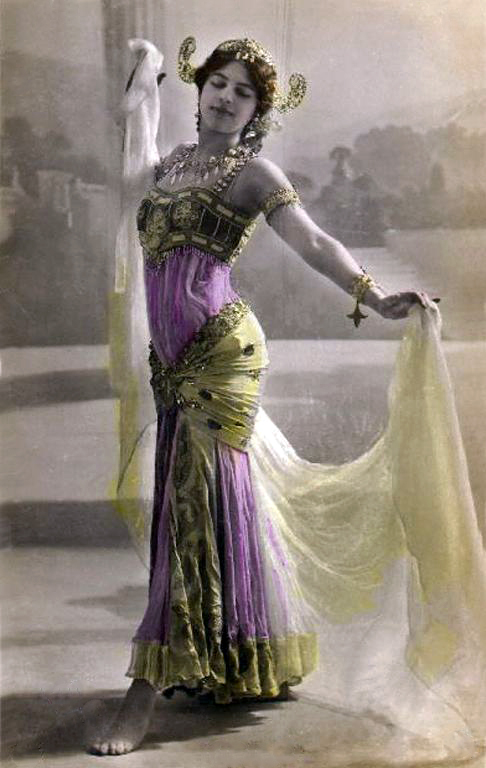
Mata Hari

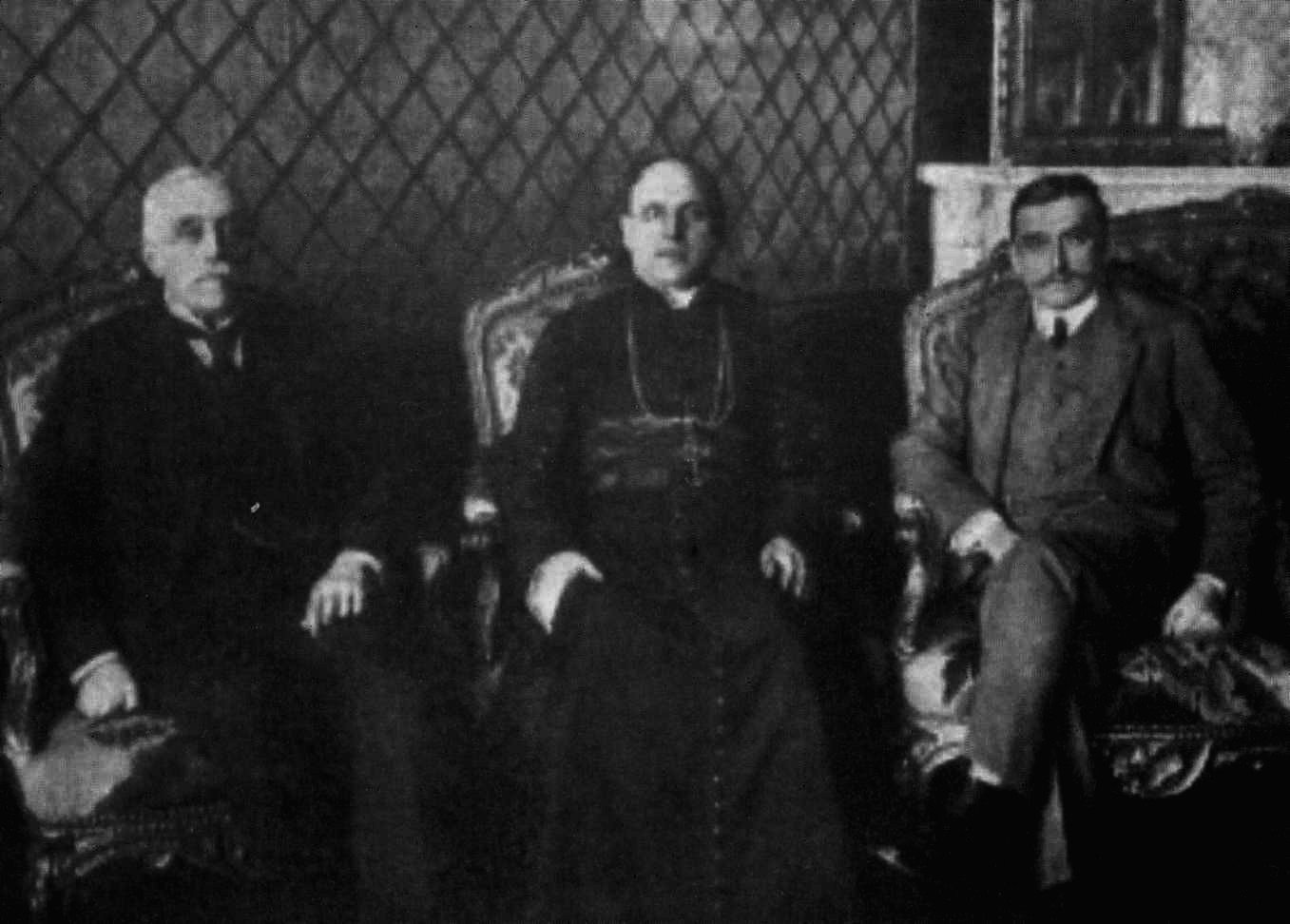
Rada Regencyjna. Od lewej: Józef Ostrowski, arcybiskup Aleksander Kakowski i ksiażę Zdzisław Lubomirski

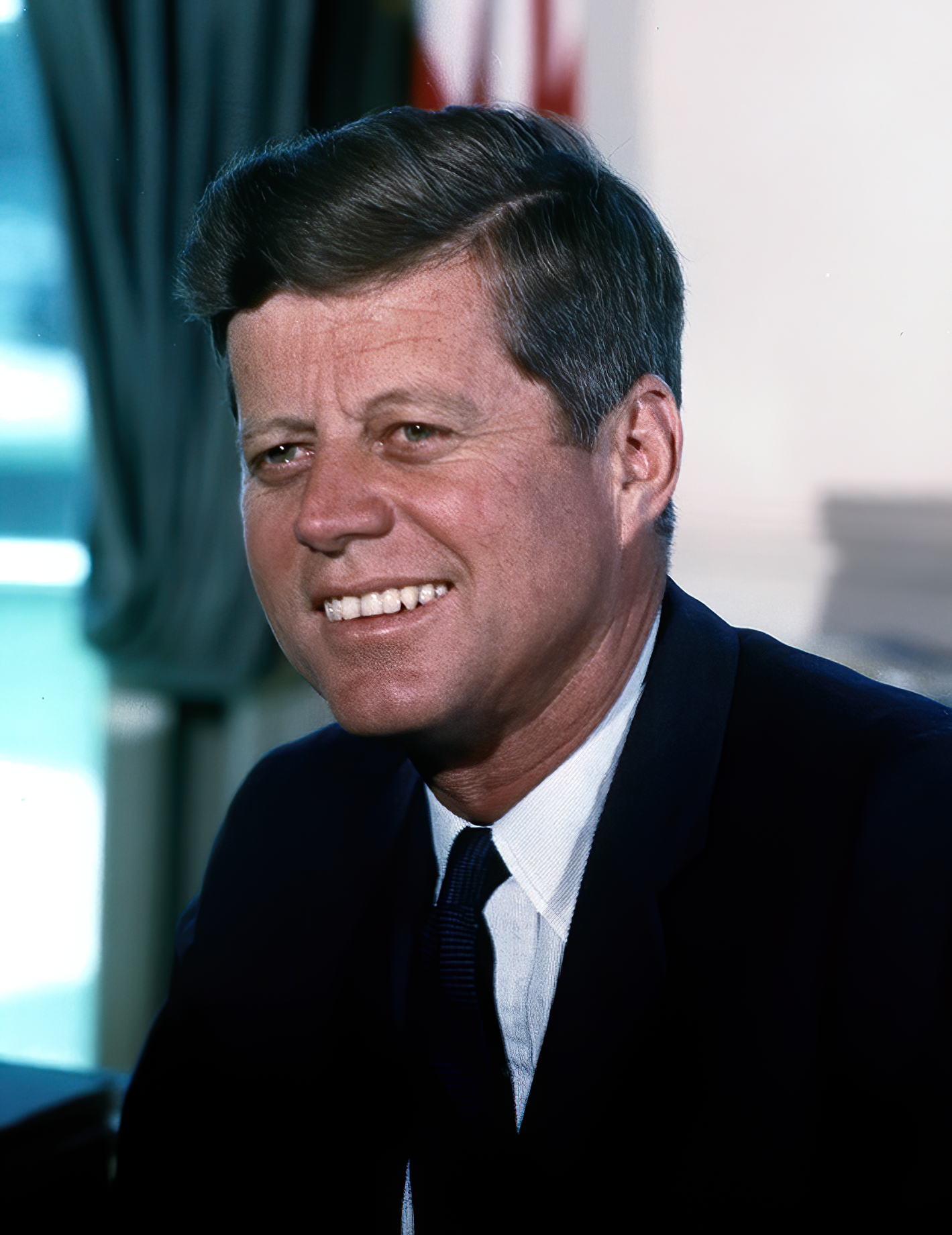
John F. Kennedy

Wydarzenia polityczne w 1917 roku.

## Styczeń
- 9 stycznia – zmarł Herman Stump, amerykański polityk[1].
- 22 stycznia – w przemówieniu przed Senatem prezydent Stanów Zjednoczonych Woodrow Wilson opowiedział się za utworzeniem niepodległego państwa polskiego[2].
- 30 stycznia – zmarł John McDonald, amerykański polityk[3].

## Luty
- 13 lutego – Mata Hari została aresztowana przez władze francuskie za szpiegostwo[4].
- 27 lutego – urodził się John Connally, polityk amerykański, gubernator Teksasu[5].

## Marzec
- 7 marca – urodził się Reginald Maudling, brytyjski polityk, minister w rządach Anthony’ego Edena, Harolda Macmillana, Aleca Douglasa-Home’a i Edwarda Heatha[6].
- 8 marca:
  - rozpoczęła się Rewolucja lutowa[7].
  - zmarł Ferdinand von Zeppelin, niemiecki generał, dyplomata i konstruktor lotniczy[8].
- 10 marca – urodził się Zbigniew Ścibor-Rylski, generał, uczestnik kampanii wrześniowej i powstania warszawskiego[9].
- 12 marca – w Piotrogrodzie przedstawiciele ugrupowań robotniczych utworzyli Piotrogrodzką Radę Delegatów Robotniczych i Żołnierskich. Tego samego dnia nowe władze rozpoczęły aresztowania wysokich carskich urzędników[10].
- 15 marca – w Pskowie car Rosji Mikołaj II Romanow abdykował. Na następcę wyznaczył Michała Aleksandrowicza, który odmówił przyjęcia władzy i nakazał wszystkim mieszkańcom Rosji podporządkowanie się Rządowi Tymczasowemu w Piotrogrodzie[10].
- 27 marca – urodził się Cyrus Vance, amerykański polityk[11].

## Kwiecień
- 4 kwietnia – zmarł William Lawies Jackson, brytyjski arystokrata i polityk[12].
- 6 kwietnia – Stany Zjednoczone przystąpiły do I wojny światowej[13].
- 20 kwietnia – Włodzimierz Lenin opublikował w „Prawdzie” tzw. tezy kwietniowe w której przedstawił strategię walki o władzę w Rosji[10].
- 21 kwietnia – zmarł George Thomas Baird, kanadyjski polityk[14].

## Maj
- 23 maja – zmarła Ranavalona III, ostatnia królowa Madagaskaru[15].
- 29 maja – urodził się John F. Kennedy, amerykański polityk, senator i prezydent[16][17].

## Czerwiec
- 4 czerwca – we Francji zaczęła formować się Armia Polska (tzw. Armia Błękitna)[18].
- 15 czerwca – Móric Esterházy został premierem Węgier[19].

## Lipiec
- 21 lipca – Aleksandr Kierenski został nowym premierem Rządu Tymczasowego Rosji[10].
- 21/22 lipca – w nocy Józef Piłsudski i Kazimierz Sosnkowski zostali aresztowani w związku z kryzysem przysięgowym[20].
- 25 lipca – Mata Hari została skazana na śmierć[21].

## Sierpień
- 7 sierpnia – urodził się Melvin H. Evans, polityk amerykański reprezentujący Wyspy Dziewicze[22].
- 15 sierpnia:
  - w Lozannie powstał Komitet Narodowy Polski, który miał za zadanie reprezentować polskie interesy za granicą. W jej składzie znaleźli się: Roman Dmowski, Stanisław Grabski, Józef Haller, Ignacy Jan Paderewski, Erazm Piltz, Marian Seyda[10].
  - urodził się Jack Lynch, premier Irlandii[23].
- 26 sierpnia – zmarł William Lane, australijski aktywista ruchu robotniczego[24].

## Wrzesień
- 11 września – urodził się Ferdinand Marcos, prezydent Filipin[25].
- 12 września – Niemcy i Austro-Węgry powołały Radę Regencyjną Królestwa Polskiego[18].

## Październik
- 15 października – Mata Hari została rozstrzelana[26].
- 16 października – urodził się John R. Foley, polityk amerykański (zm. 2001)[27].
- 24 października – początek bitwy pod Caporetto nad rzeką Soczą (obecnie w Słowenii), trwającej do 2 grudnia[28].
- Pokojową Nagrodę Nobla otrzymał Międzynarodowy Komitet Czerwonego Krzyża[10].

## Listopad
- 6/7 listopada – po zajęciu przez Lwa Trockiego najważniejszych punktów w Piotrogrodzie rozpoczęła się Rewolucja październikowa[10].
- 7 listopada – Włodzimierz Lenin ogłosił upadek Rządu Tymczasowego. Po wystrzale z krążownika Aurora bolszewicy zajęli Pałac Zimowy[10].
- 8 listopada – Aleksandra Kołłontaj została pierwszą w historii kobietą ministrem. Powołano ją na stanowisku ludowego komisarza opieki społecznej w rewolucyjnym rządzie bolszewickim[10].
- 10 listopada – zmarł Thomas Simpson Sproule, kanadyjski polityk[29].
- 19 listopada – urodziła się Indira Gandhi, premier Indii[30][31].
- 20 listopada–6 grudnia – miała miejsce Bitwa pod Cambrai, w której po raz pierwszy użyto czołgów[32].

## Grudzień
- 6 grudnia – proklamowanie niepodległości przez Finlandię[33].
- 20 grudnia – Rada Komisarzy Ludowych utworzyła Ogólnorosyjską Nadzwyczajną Komisję do Walki z Kontrorewolucja i Sabotażem (zwaną Czeką). Na jej czele stanął Feliks Dzierżyński[10].